# ريتشارد غارسيا ميراندا
ريتشارد غارسيا ميراندا (15 أكتوبر 1975 بساو باولو في البرازيل - ) هو لاعب كرة قدم برازيلي في مركز الهجوم. لعب مع إستريلا دا أمادورا وسبورتينغ براغا ونادي بروغريس نيدركورن ونادي بيرا مار ونادي فارزيم وفيهرين ساندانسكي وFC Mamer 32 ‏ وFC UNA Strassen ‏ ونادي سامبايو كوريا وC.D. Pinhalnovense ‏ وProgresso Associação do Sambizanga ‏ وSC Steinfort ‏ ونادي أثرستون تاون ونادي بورتيمونينسي ونادي سانتا كلارا.

## وصلات خارجية
- ريتشارد غارسيا ميراندا على موقع قاعدة بيانات كرة القدم.إي يو (الإنجليزية)
- ريتشارد غارسيا ميراندا على موقع قاعدة بيانات كرة القدم.إي يو (الإنجليزية)